# Limerick West (kiesdistrict)
Limerick West was van 1948 tot 2011 een kiesdistrict in de Republiek Ierland voor de verkiezingen voor Dáil Éireann, het lagerhuis van het Ierse parlement. Het district omvat het westelijke deel van het graafschap, ten westen van de stad Limerick. Bij de verkiezingen in 2007 woonden er 58.056 kiesgerechtigden in het district die 3 leden voor de Dáil konden kiezen.
Bij de verkiezingen in 2007 veranderde er niets ten opzichte van 2002. Fianna Fáil behield 2 zetels, Fine Gael haalde opnieuw 1 zetel. De enige wijziging was dat het lid Michael Collins, die zich niet herkiesbaar had gesteld werd opgevolgd door zijn neef Niall Collins. Daarmee bleef de zetel opnieuw, al sinds 1948, in handen van een lid van de familie Collins.